# Tus Airways
Tus Airways - авіакомпанія зі штаб-квартирою на Кіпрі. Її основною базою є Міжнародний аеропорт Ларнака. Це перша кіпрська авіакомпанія, заснована після розпаду Cyprus Airways в 2015 році. Авіакомпанія була створена в червні 2015 року і почала польоти з аеропорту Ларнака 14 лютого 2016 року. Напрямки польотів включають Ізраїль, Грецію і Йорданію.

## Історія
Tus Airways була заснована в 2015 році та підтримується інвесторами з Європи і США. авіакомпанія почала свою діяльність 14 лютого 2016 з літаками Сааб 340В, польоти виконувалися з Ларнаки в Тель-Авів і Хайфу в Ізраїлі. В липні 2016 року авіакомпанія отримала літаки Сааб 2000.

## Напрями
Тус Airways виконує рейси за такими напрямами:
Кіпр
- Ларнака – аеропорт Ларнака
- Пафос – аеропорт Пафос

Греція
- Афіни –  міжнародний аеропорт Афіни імені Елефтеріоса Венізелоса
- Кефалінія – аеропорт Кефалінія (сезонний напрямок)
- Кос – аеропорт Кос (сезонний напрямок).
- Родос – аеропорт Родос (сезонний напрямок).
- Самос – аеропорт імені Аристарха Самоського (сезонний напрямок).
- Скіатос – (сезонний напрямок).

Ізраїль
- Хайфа –  аеропорт Хайфа
- Тель-Авів – аеропорт імені Бен-Гуріона

Йорданія
- Амман –  аеропорт Королева Алія

## Флот

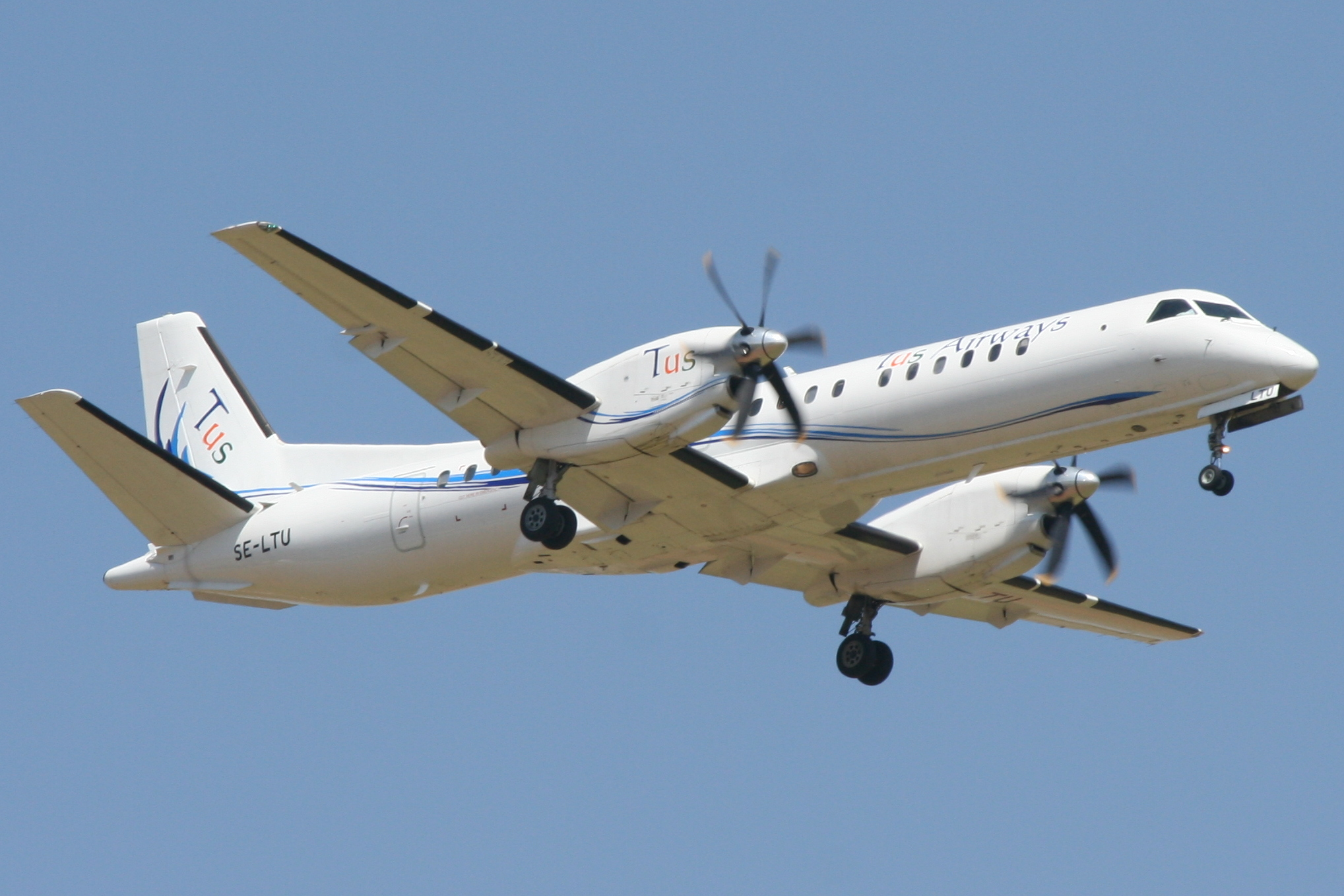
Сааб 2000 в лівреї Tus Airways

Станом на грудень 2016 року повітряний флот складається з таких літаків:
| Літак      | Кількість | Замовлено | Кількість місць | Примітки |
| ---------- | --------- | --------- | --------------- | -------- |
| Фоккер 100 | —         | 2         | 100             |          |
| Сааб 2000  | 2         | —         | 50              |          |
| Всього     | 2         | 2         |                 |          |